# Asplenium vulcanicum
Asplenium vulcanicum là một loài thực vật có mạch trong họ Aspleniaceae. Loài này được Blume miêu tả khoa học đầu tiên năm 1828.